# NGC 6447
NGC 6447 este o galaxie situată în constelația Hercule. A fost descoperită în 9 iulie 1864 de către Albert Marth.